# Natalja Gontjarova
Ej att förväxla med Natalja Nikolajevna Gontjarova (1812–1863), konstnär, gift med Aleksandr Pusjkin.
Natalja Sergejevna Gontjarova, född 3 juli 1881 i byn Nagajevo i närheten av Tula, Ryssland, död 17 oktober 1962 i Paris, var en rysk bildkonstnär och scenograf.

## Biografi
Barndomen tillbringade Gontjarova i guvernementet Tula. Hennes far Sergej ägde flera byar och gårdar, bland annat Nagajevo, byn som Natalja föddes i. Hon trivdes väl på landsbygden och skulle senare i livet beklaga att hon valt stadslivet före livet på landet. Konflikten mellan de två, och resandet mellan familjens gods på landet kom även att ta sig uttryck i hennes konst.
Flytten till Moskva gick 1892, eftersom Gontjarova då började i Moskvas fjärde kvinnogymnasium, vid vilket hon avlade examen 1898. Efter gymnasiet påbörjade hon så småningom studier vid Moskvas institut för måleri, skulptur och arkitektur.
Gontjarova studerade för skulptören Pavel Trubetskoj i Moskva. I den ryska huvudstaden lärde hon även känna Michail Larionov, som kom att bli hennes livskamrat och konstnärskollega. De gifte sig först 1955. Gontjarovas verk utmärks av ett intresse för ikonmåleri och folkkonst. Detta syns också i skisser till Ryska balettens uppsättningar av Guldtuppen (1914), Les Noces (1923) och hennes scenografi till en senare version av Eldfågeln.
1906 visade hon för första gången verk utomlands, på Salon d'Automne i Paris. Tillsammans med Michail Larionov deltog hon därefter i en lång rad utställningar utomlands före första världskriget, bland annat Der Blaue Reiter 1912 i München och Erster Deutscher Herbstsalon 1913 i Berlin.
När hon 1914 lämnade Moskva för att bosätta sig i Paris, var hon välkänd i Ryssland i egenskap av företrädare för futurismen och rayonismen.
I slutet av augusti 1937 beslagtog propagandaministeriet i Nazityskland fyra exemplar av en färglitografi av Gontjarova på några tyska museer, inom ramen för en kampanj mot så kallad Entartete Kunst. Den ingick i en samlingsportfolio med italienska och ryska konstnärer utgiven av Bauhaus 1924.

## Galleri

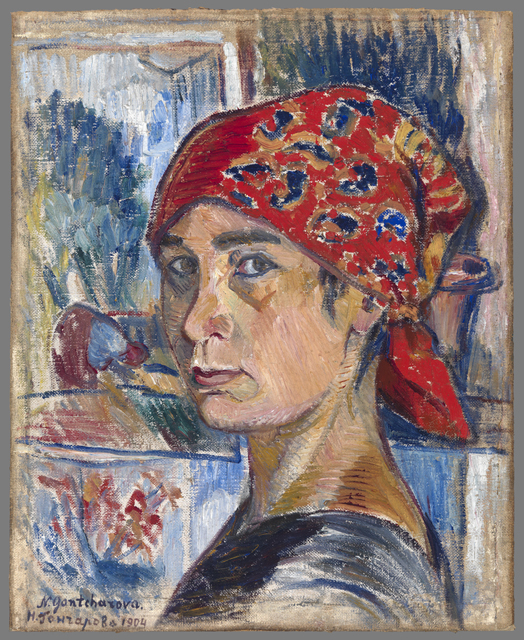
Självporträtt (1904), olja på duk, 55.9×45.7cm. Mead Art Museum.
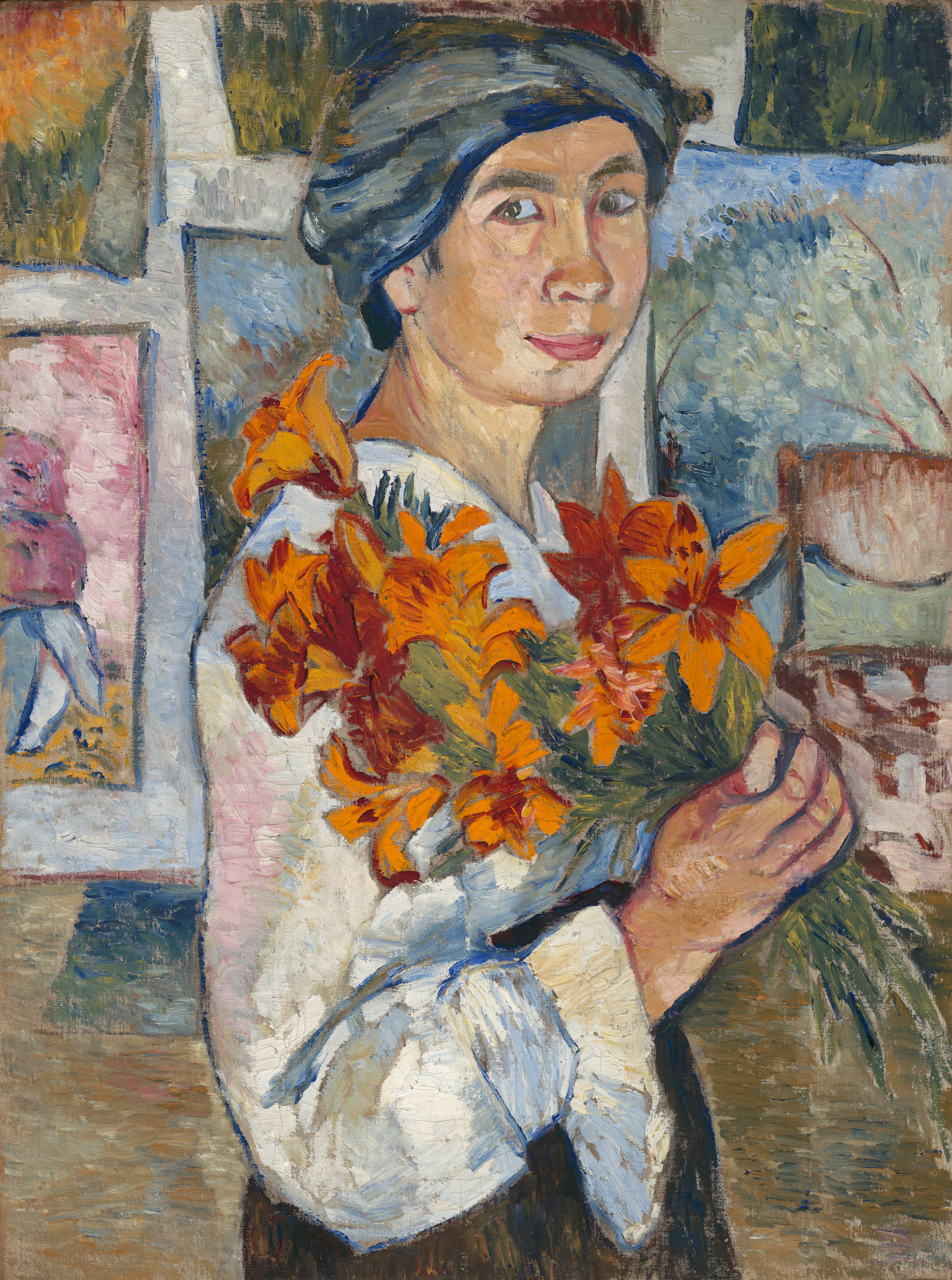
Självporträtt (1907).
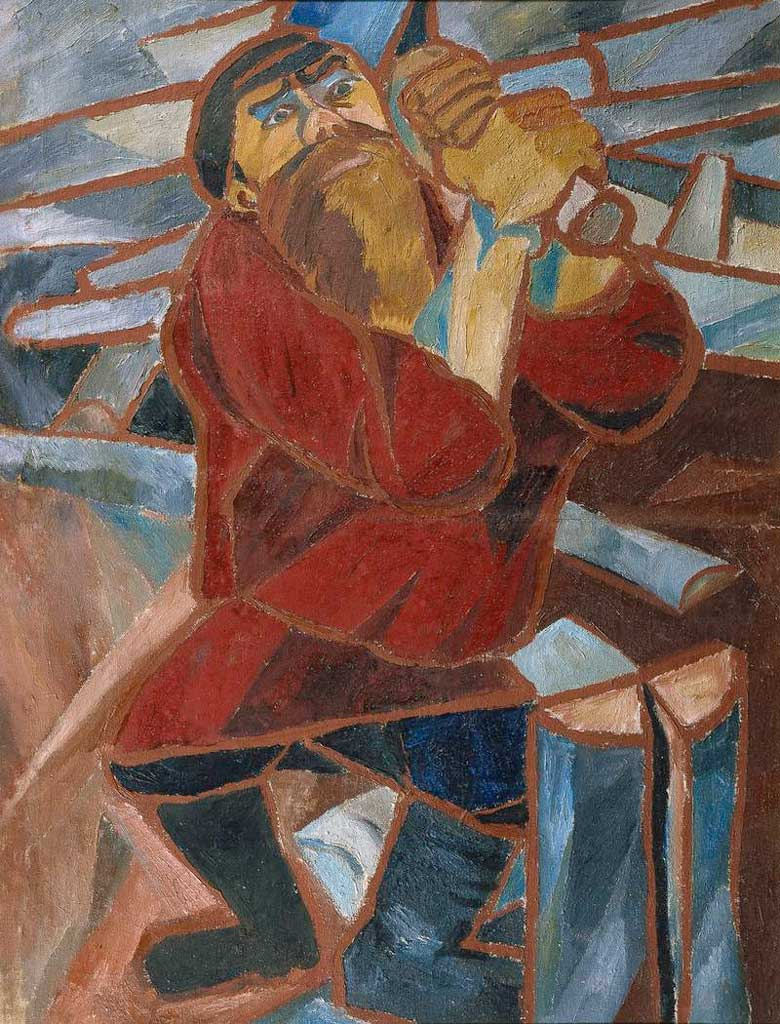
Vedhuggaren (1910), olja på duk.
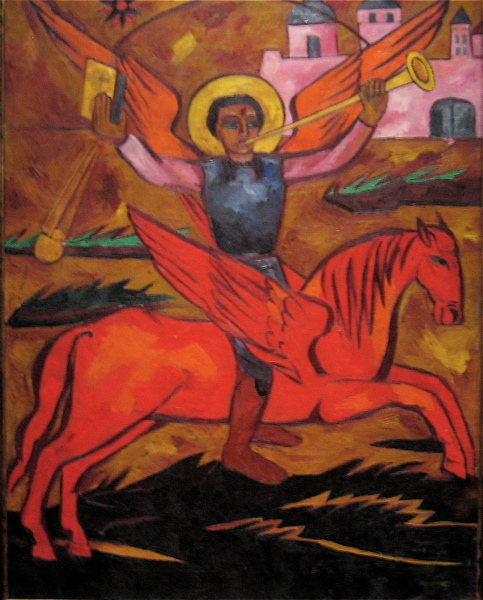
Ärkeängeln Mikael (1910), olja på duk, 129.5×101.6cm. Los Angeles County Museum of Art.
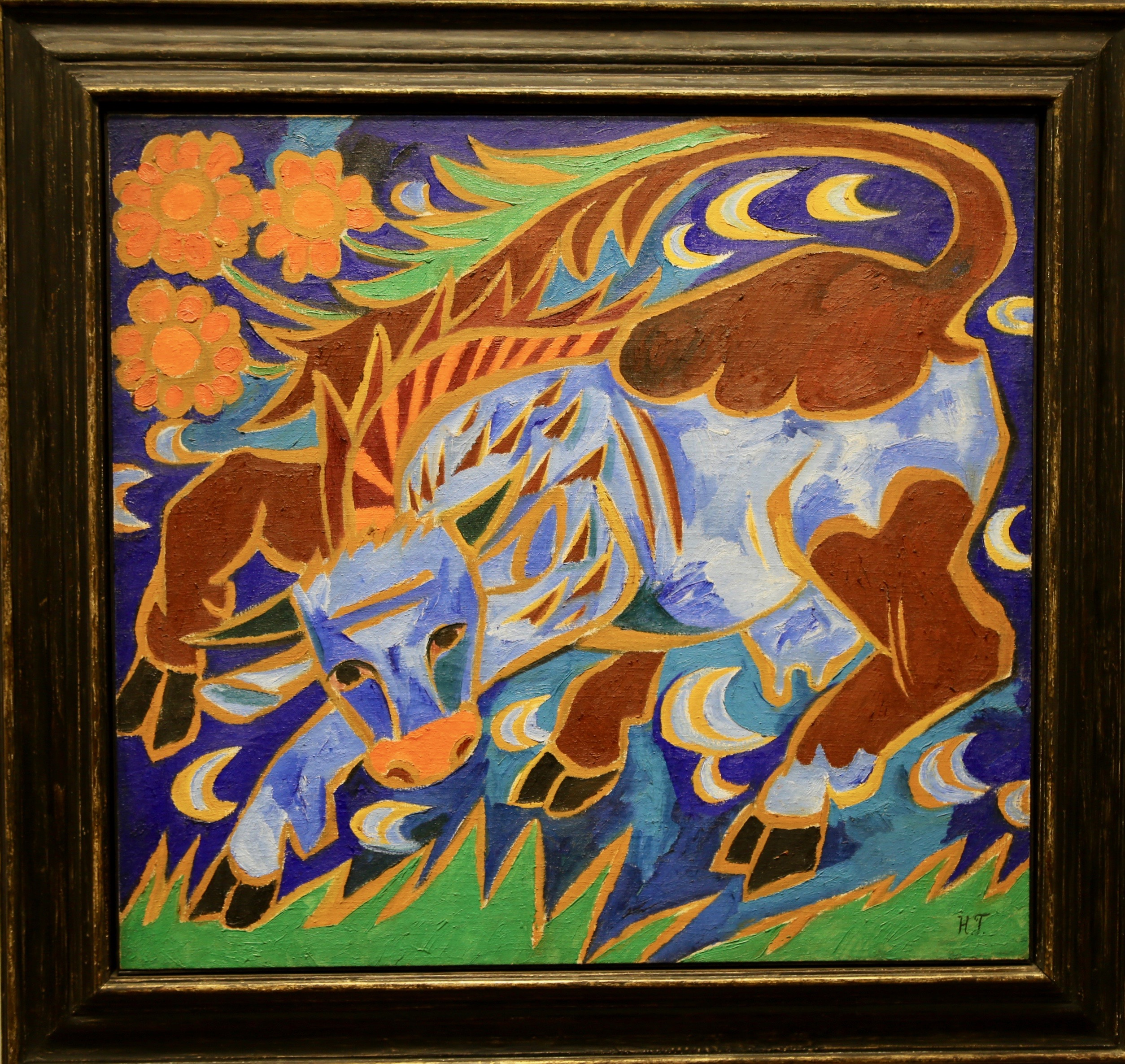
Den blå kon (1911), Albertina, Wien.
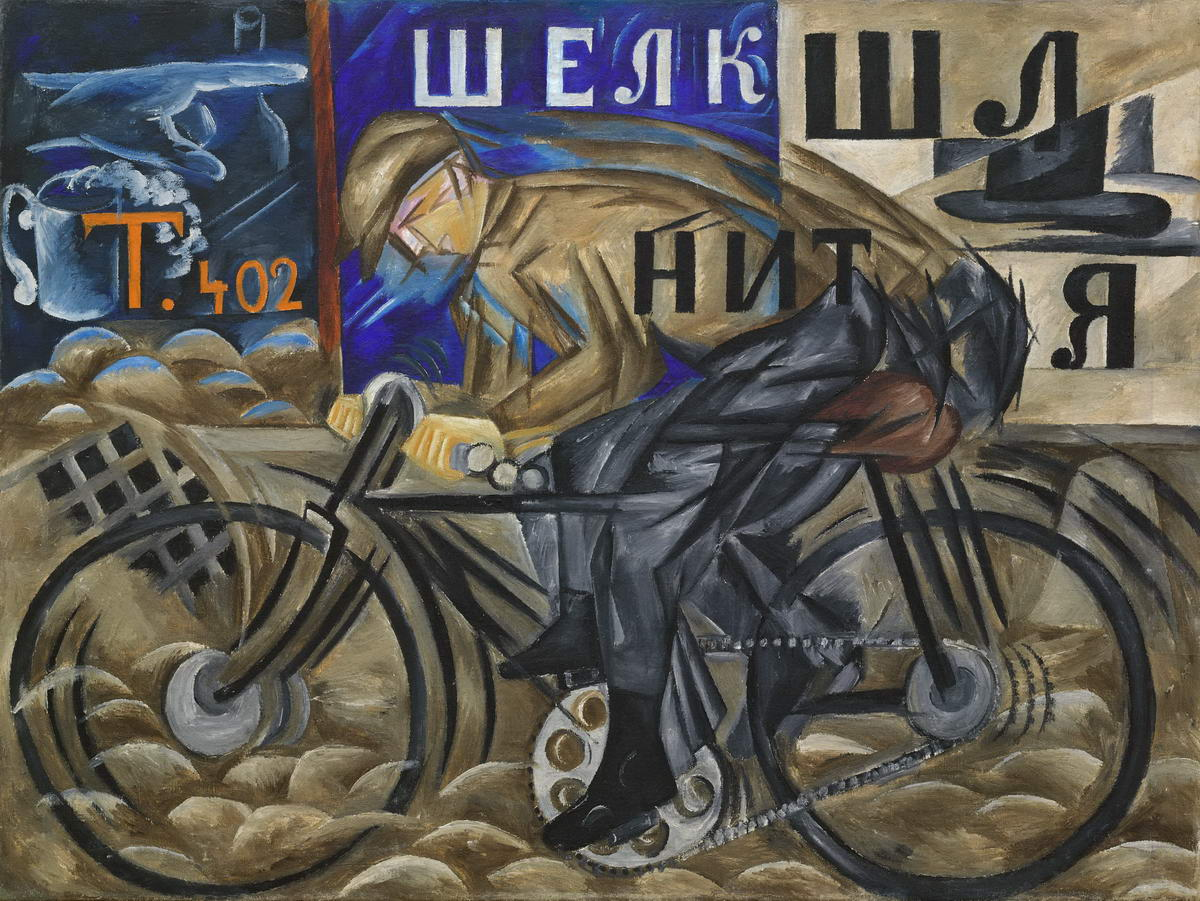
Cyklist (1913), olja på duk, 78×105cm. Exempel på rysk futurism. Ryska museet.
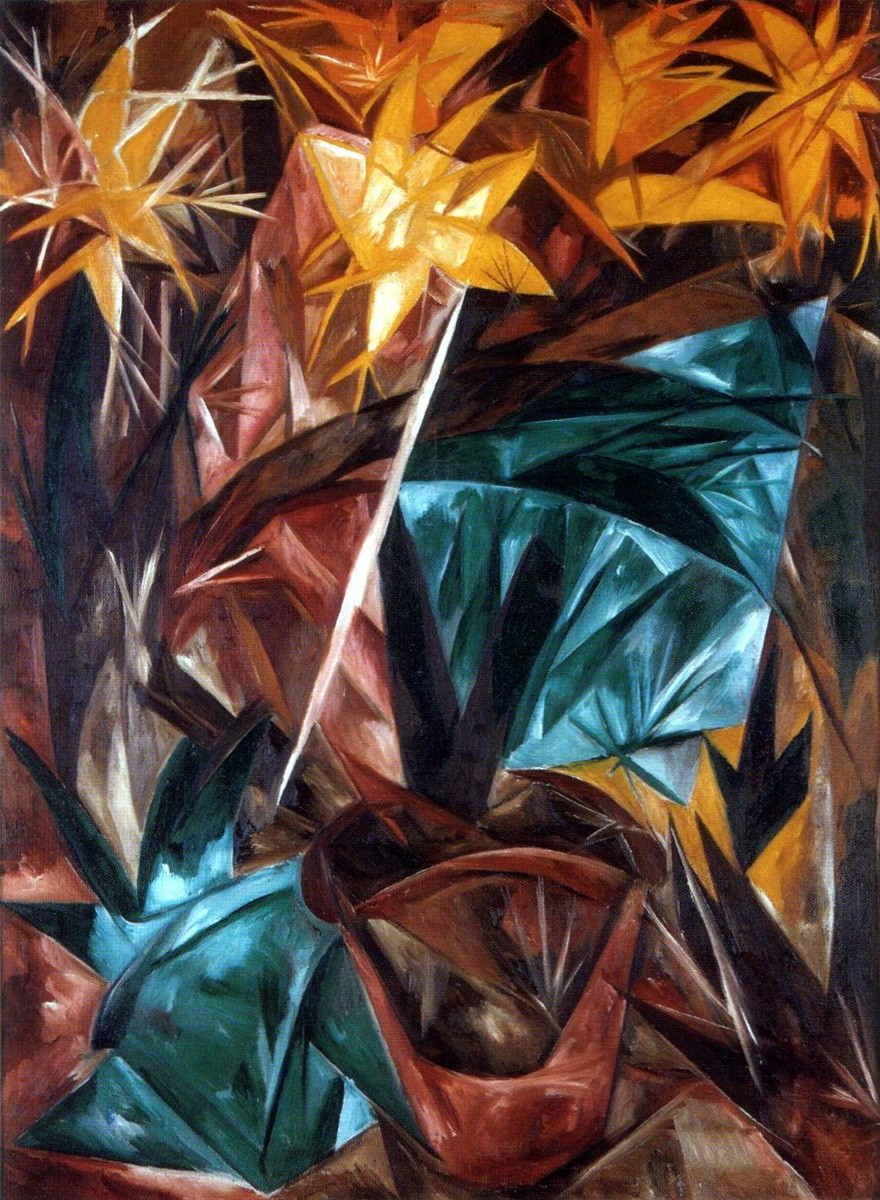
Rayonistiska liljor (1913).
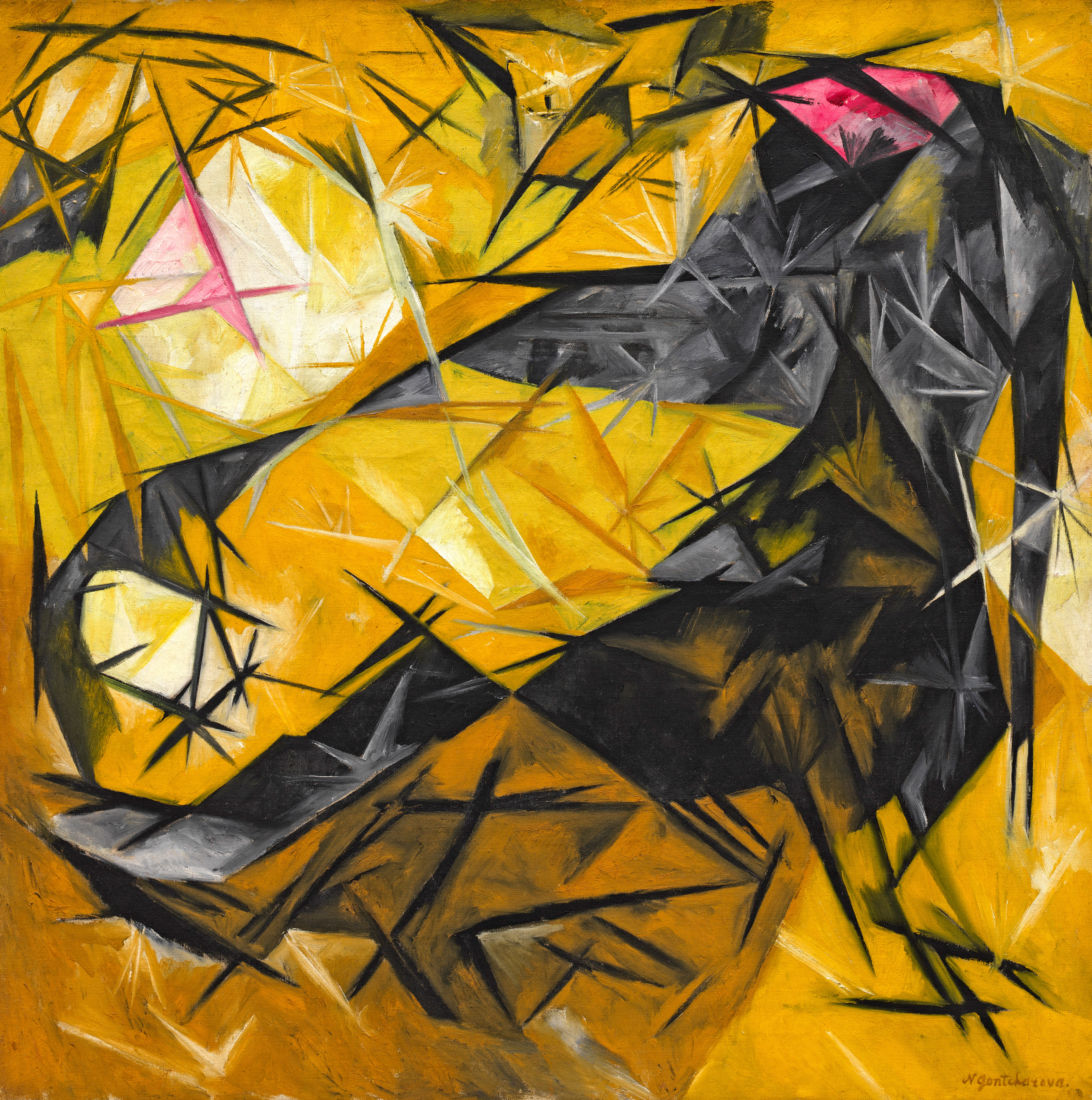
Katter (1913), olja på duk, 85×85cm. Guggenheim Museum.

## Verk
- Neue europäische Graphik. Italienische und russische Künstler, en portfolio med 10 delvis färglagda litografier och en etsning, inbunden och med fyra textblad, (Weimar: Bauhaus-Drucke, 1924)